# Soufrière (Quarter)
Soufrière ist ein Quarter (Distrikt) im Westen des kleinen Inselstaates St. Lucia. Das Quarter hat 7328 Einwohner (Volkszählung 2001). Hauptort des Quarters ist die am Meer gelegene Gemeinde Soufrière. Im Quarter liegen die Berge Gros Piton und Petit Piton.

## Weblinks

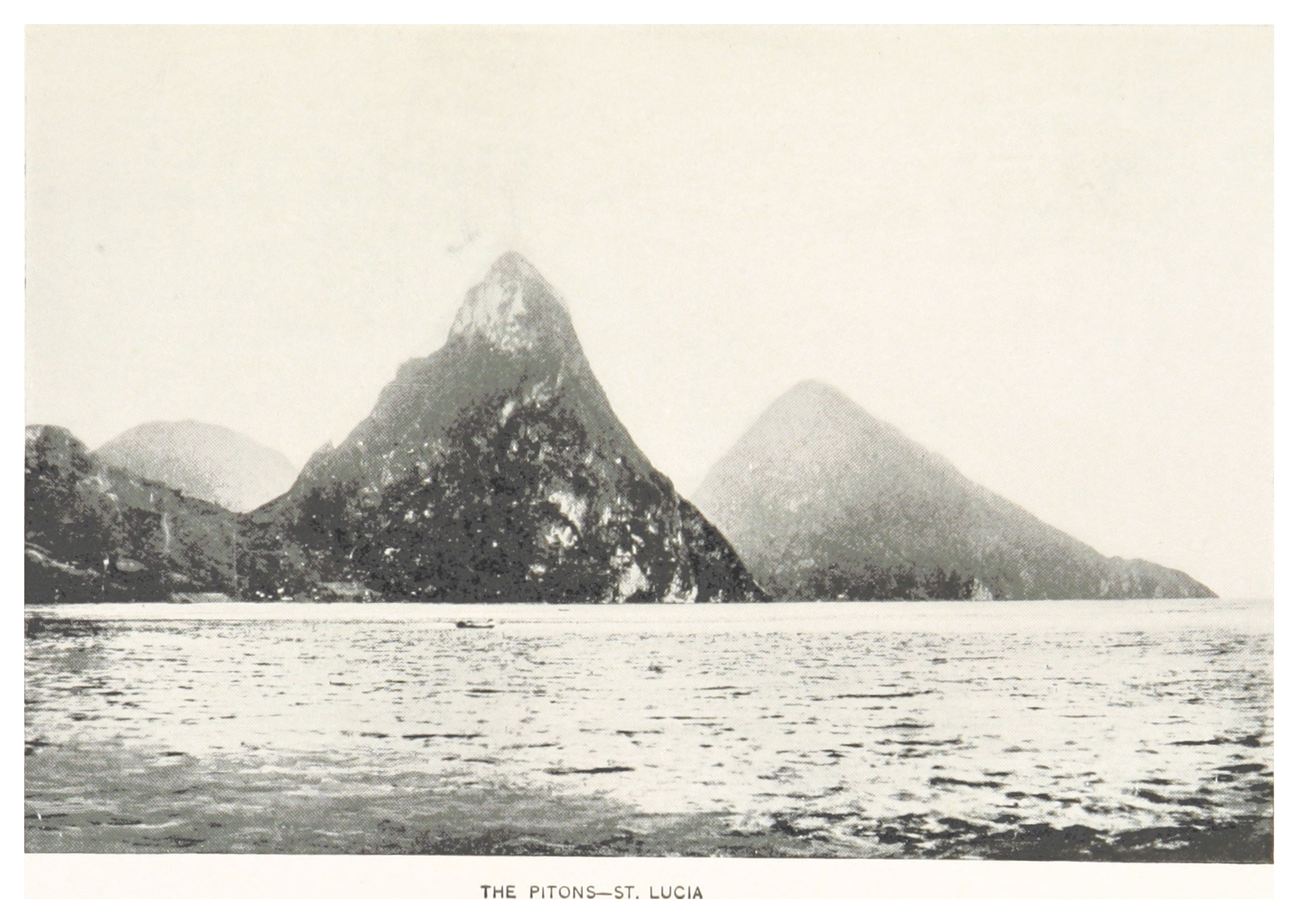
Die Pitons von St. Lucia (1893)

## Einwohnerentwicklung
| Jahr | Einwohner |
| ---- | --------- |
| 1970 | 7250      |
| 1980 | 7295      |
| 1991 | 7683      |
| 2001 | 7328      |